# This Is Our Night

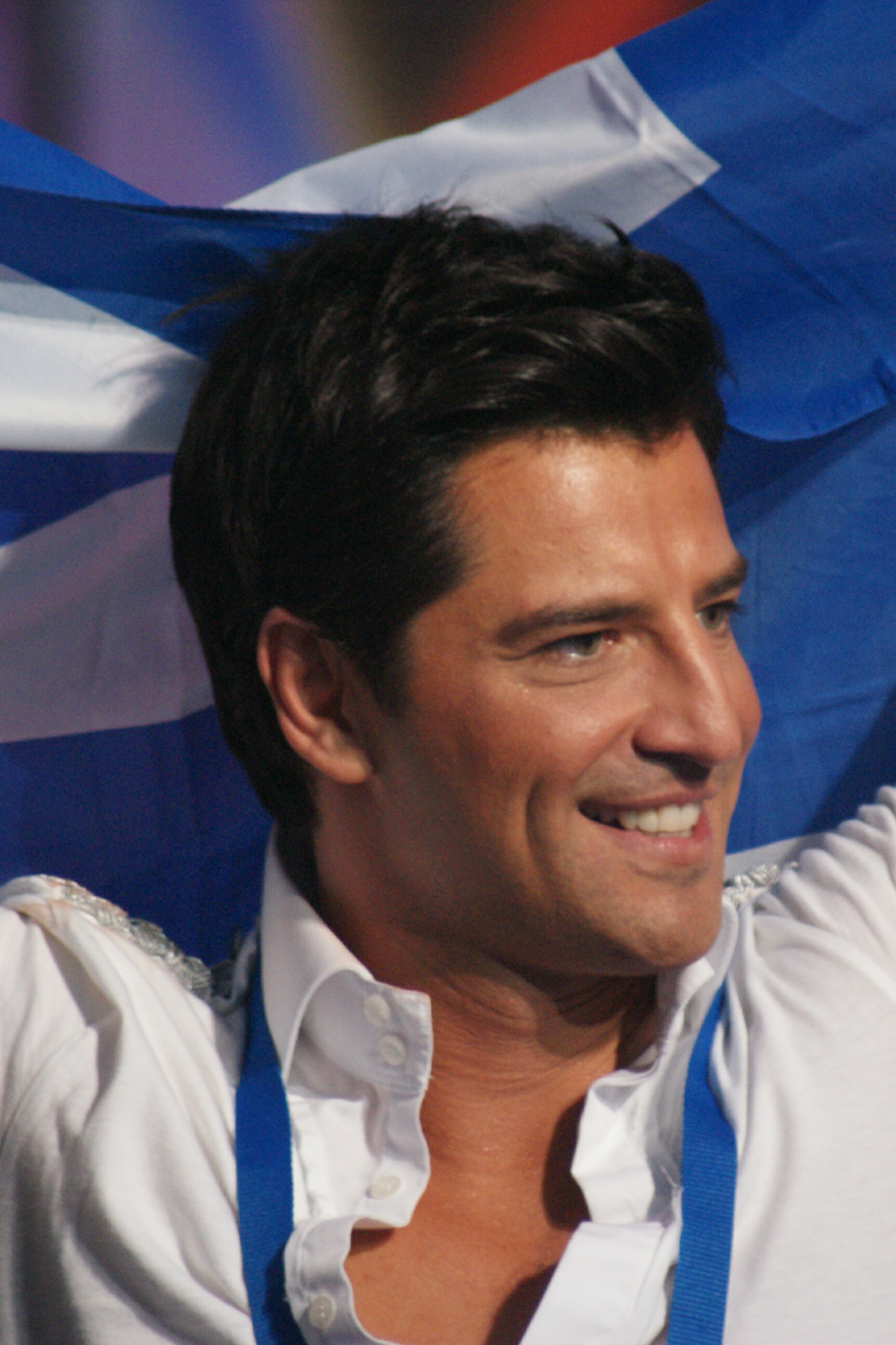
Sakis Rouvas nos bastidores da semifinal da ESC 2009 em Moscou

This Is Our Night (Esta é a Nossa Noite) é uma música interpretada por Sakis Rouvas, e foi a eleita da Grécia para representar o país no Festival Eurovisão da Canção 2009.
A música foi apresentada na 2ª Semi-Final do Festival, conseguindo o apuramento para a Grande Final.

## Faixas
1. "Right on Time" – 3:05
2. "This Is Our Night" – 2:59
3. "Out of Control" – 3:01